# Valvet
För andra betydelser, se Valvet (olika betydelser).
Valvet var ett televiserat lekprogram som producerades av TV3 och leddes av Harald Treutiger. Det hade premiär 2000.